# Paula Temple
Paula Temple est une musicienne de techno industrielle britannique née à Manchester, au Royaume-Uni.

## Biographie

### Jeunesse et révélation musicale
Née à Manchester au Royaume-Uni, Paula Temple grandit à Preston. Produisant de la musique dès l'adolescence, elle travaille un temps pour la chaîne de magasins spécialisés en musique enregistrée Action Records, jusqu'à ce que ses prestations en tant que DJ lui permettent de se consacrer à la musique à plein temps. En 2002, Paula Temple publie son premier EP intitulé The Speck Of The Future sur le label Materials de Chris McCormack, enregistré à Sheffield où elle résida durant quatre années.

### Retrait de la scène
Face à la misogynie de l’industrie musicale, Paula Temple se met en retrait de la scène et ne publie aucun nouveau morceau entre 2003 et 2011. Elle se consacre alors au développement de machines électroniques, développant en particulier un contrôleur MIDI doté d’un crossfader, le MXF8, permettant de faire de la musique avec un ordinateur et huit platines. En 2006, elle dispense des formations au logiciel de production musicale Ableton a travers le Royaume-Uni,.

### Retour musical
Depuis 2012, Paula Temple réside à Berlin et a retrouvé le chemin de la scène. En 2013, elle publie Colonized sur le label R&S Records. En 2014 elle fait paraître l'EP Deathvox puis Oscillate en 2015 sur le label Modeselektor.
Paula Temple a fondé son propre label Noise Manifesto en 2015, sur lequel elle veille à ce que 50 % des artistes représentés soient femmes ou trans. Elle signe sur ce label, le 3 mai 2019 son premier album intitulé Edge Of Everything, après plus de 15 ans de carrière. Cet album, comportant douze morceaux de techno industrielle se veut critique à l’encontre des dirigeants peu scrupuleux et d’une hiérarchie verticale archaïque.
Elle produit, avec son label, le projet musical collectif Decon/Recon, où chaque morceau est publié de manière anonyme,.

## Discographie

### EP
- 2002 : The Speck Of The Future - Materials
- 2013 : Colonized - R&S Records
- 2014 : Deathvox - R&S Records
- 2015 : Oscillate - Modeselektor

### Album
- 2019 : Edge Of Everything - Noise Manifesto